# Федоренков, Виталий Антонович
Виталий Антонович Федоренков (28 марта 1938, Смоленск — 9 июля 2017, Приволжск, Ивановская область) — машинист горных выемочных машин шахты «Южная» производственного объединения «Воркутауголь», полный кавалер ордена Трудовой Славы.

## Биография
Родился 28 марта 1938 года в городе Смоленске. В годы Великой Отечественной войны был в эвакуации в городе Саратов. В 1946 году с мамой переехал к бабушке в город Приволжск Ивановской области. Здесь окончил школу рабочей молодежи. Трудовую деятельность начал в 1954 году учётчиком ткацкого отделения Яковлевского льнокомбината. В 1956 году решил сменить профессию. С другом уехал на Донбасс. Работал навалоотбойщиком шахты № 35 треста «Богураевуголь» объединения «Ростовуголь».
В 1956—1959 годах проходил военную службу в Советской армии. По окончании службы вернулся на Донбасс. Работал горнорабочим очистного забоя шахты «Алмазная» № 4 «Гуковуголь». В 1964 году переехал на север, в Воркуту. Работал на шахте № 9 производственного объединения «Воркутауголь». На этом предприятии освоил специальности горнорабочего очистного забоя, проходчика горных выработок, подземного машиниста горных выемочных машин, электрослесаря. В совершенстве овладел горняцкими профессиями. В 1965 году вступил в КПСС. С марта 1973 года — машинист горный выемочных машин.
Указами Президиума Верховного Совета СССР от 21 апреля 1975 года и 2 марта 1981 года Федоренков Виталий Антонович награждён орденами Трудовой Славы 3-й и 2-й степеней.
На протяжении 11-й пятилетки бригада, возглавляемая Федоренковым, работала ритмично с перевыполнением государственного плана. Постоянно перевыполнялись нормы выработок: в 1981 году — 121 %, в 1982-м — 126,8 %, в 1983-м — 126,7 %, в 1984-м — 119,5 %, в 1985-м — 100,5 %. За всю 11-ю пятилетку производительность в бригаде выросла на 6,1 %. План пятилетки был выполнен досрочно — к 10 августа 1985 года, принятые социалистические обязательства перевыполнены на 10,6 %.
Указом Президиума Верховного Совета СССР от 29 апреля 1986 года Федоренков Виталий Антонович награждён орденом Трудовой Славы 1-й степени. Стал полным кавалером ордена Трудовой Славы.
Работал на шахте «Южная» до выхода на пенсию в 1990 году. Уехал из Воркуты. Жил в городе Приволжске Ивановской области. Умер 9 июля 2017 года.

## Награды
Награждён орденами Трудовой Славы 1-й, 2-й и 3-й степеней; знаками «Шахтёрская слава» трёх степеней. Удостоен звания «Почётный шахтер».